# Список автовиробників Японії
Це список функціонуючих та ліквідованих автомобільних виробників Японії.
- Ales
- Asahi (1937-1939)
- Autobacs Seven (ASL)
- Auto Sandal (1954)
- Art and Tech
- BS Motor
- Chiyoda (1932-1935)
- Cony (1961-1966)
- Daihatsu (1954-теперішній час)
- DAT
- Dome (1975-теперішній час)
- Fuji (1957-1958)
  - Cabin
- Fuso
- Gorham (1920-1922)
- Hino Motors (1953-1967)
- Honda (1962-теперішній час)
  -     - Honda Clio (дилерська мережа)
    - Honda Primo (дилерська мережа)
    - Honda Verno (дилерська мережа)

  - Acura (1986-теперішній час)
- Hope
- Humbee (1947-1962)
- Idemitsu
- Isaka
- Ishikawajima (1916-1927)
- Isuzu (1953-теперішній час)
- Jiotto (1989-1992)
- Koei
- Kunisue
- Kurugane (1935-1962)
- Lila (1923-1927)
- Mazda (1960-теперішній час)
  - Autorama (дилерська мережа)
  - Autozam
  - Efini
  -  Eunos
  - Xedos
- Meihatsu
- Meiwa (1952-1956)
- Mikasa (1957-1961)
- Mitaka
- Mitsui

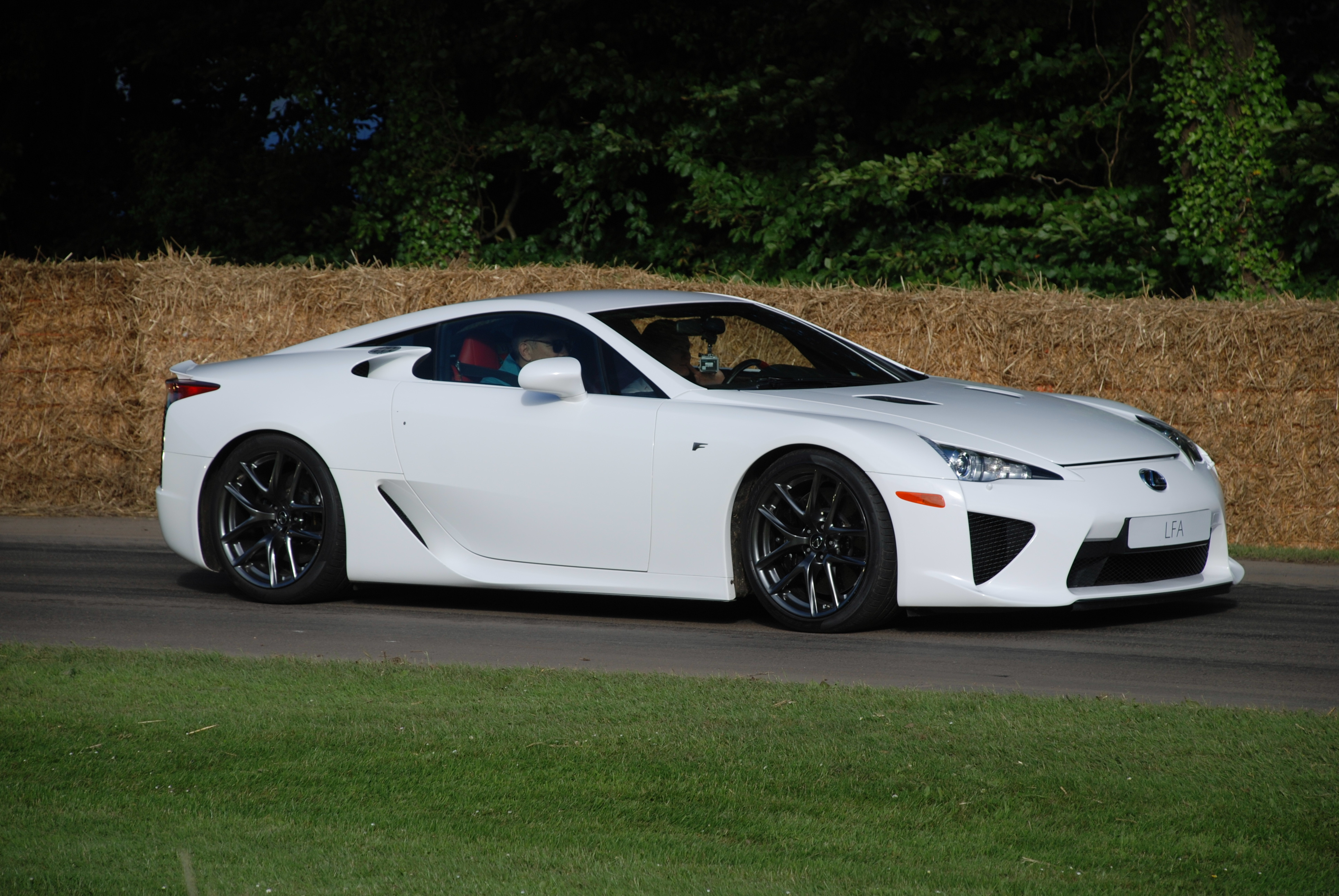
Lexus LFA

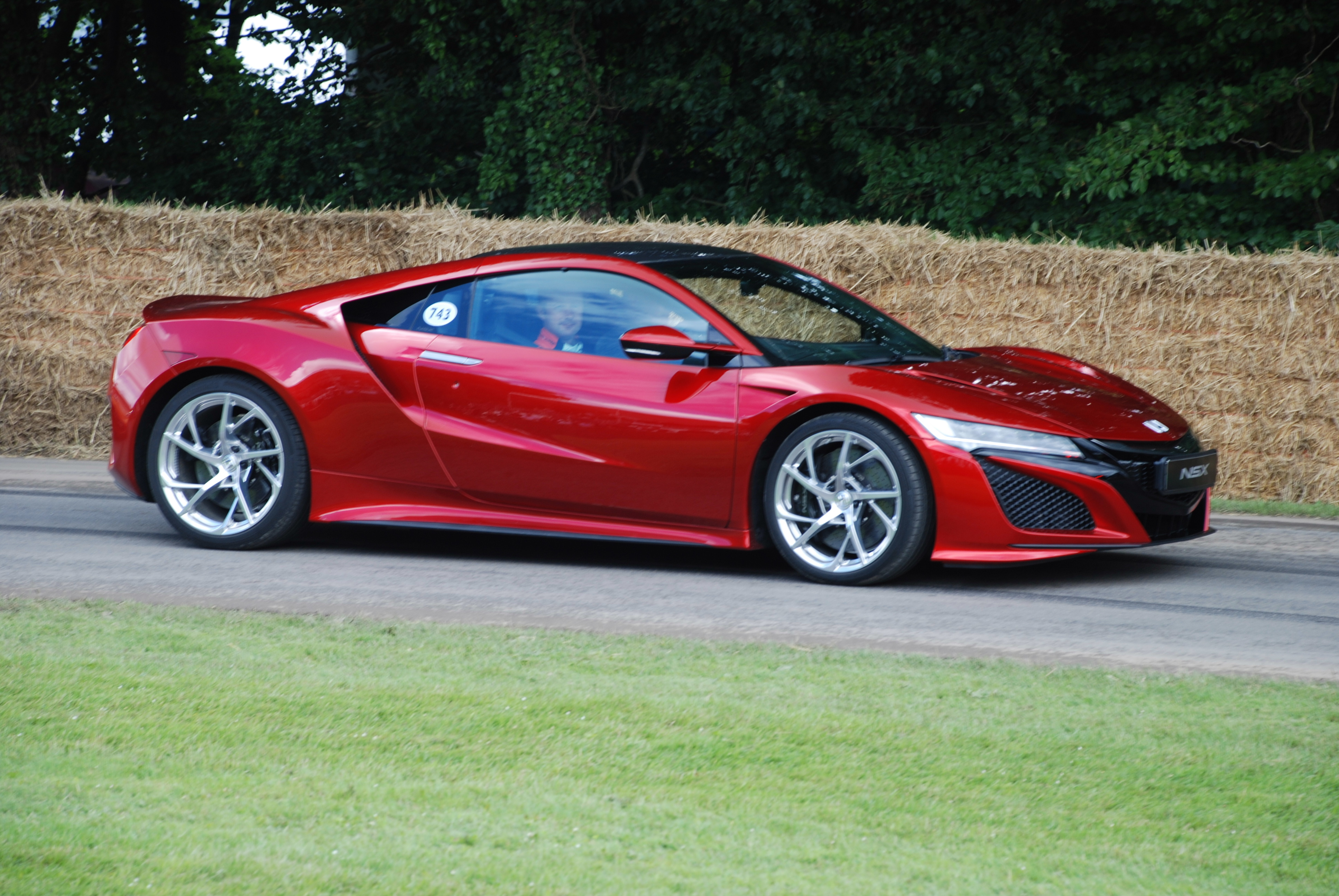
Honda/Acura NSX

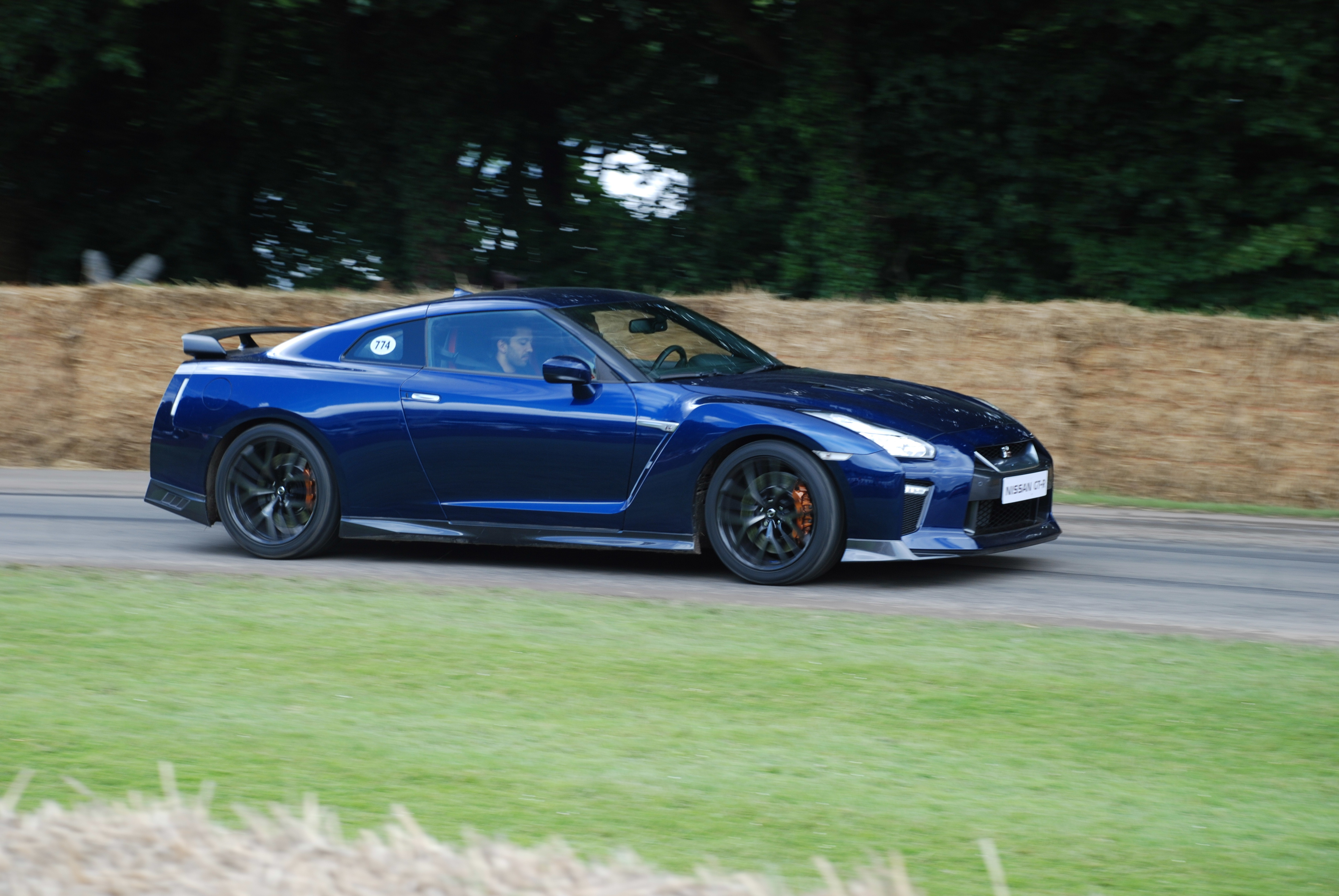
Nissan GT-R

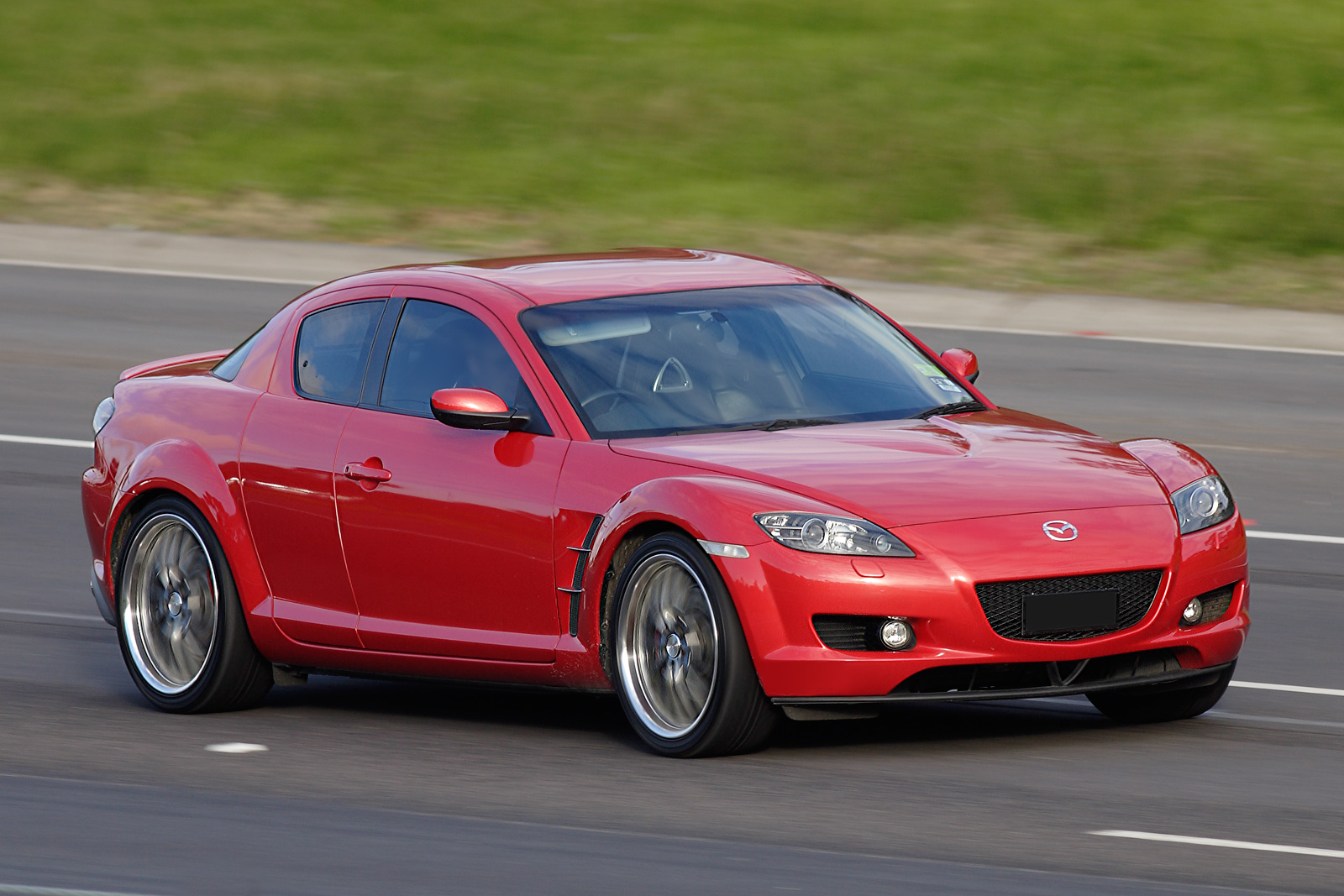
Mazda RX-8

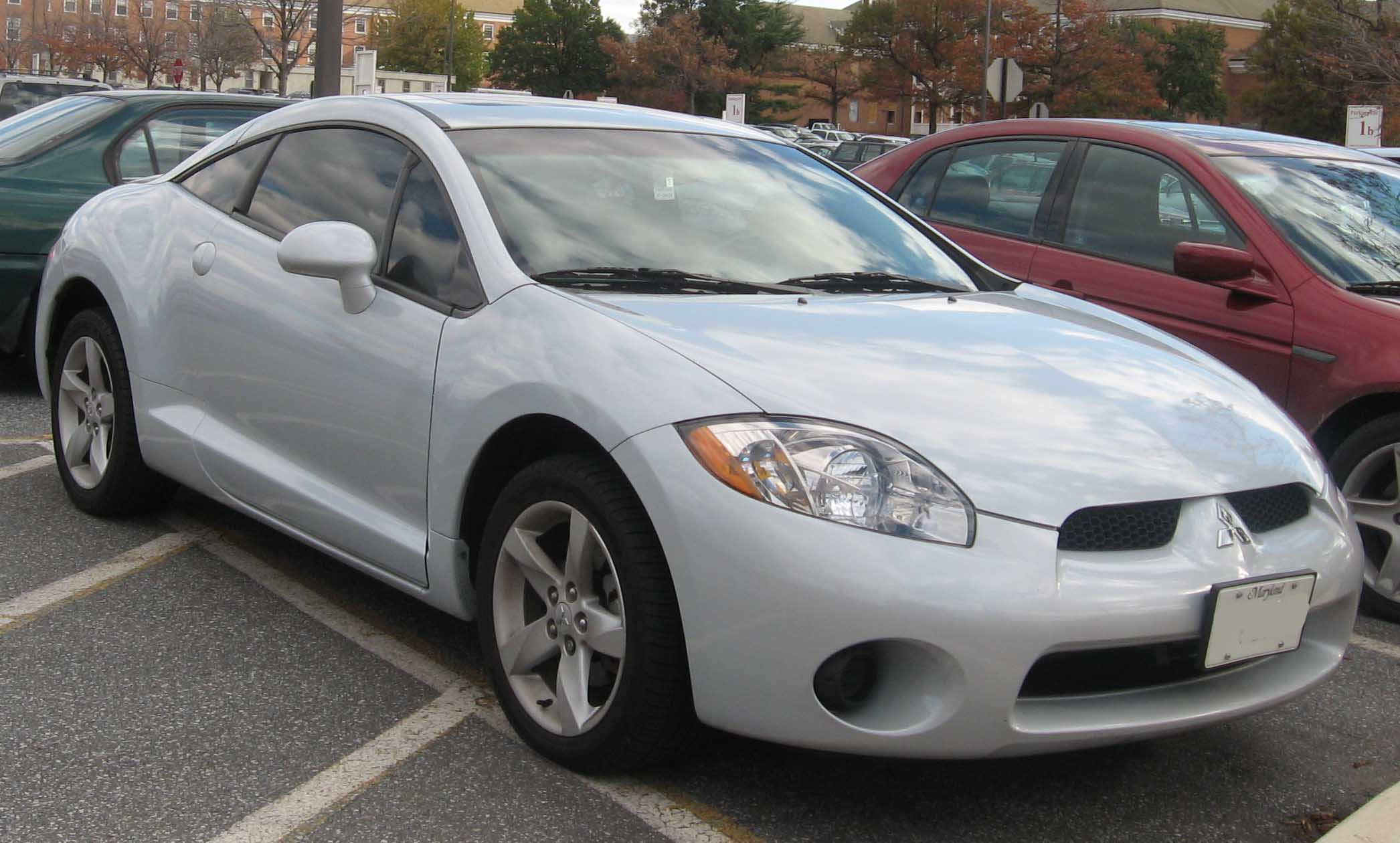
Mitsubishi Eclipse

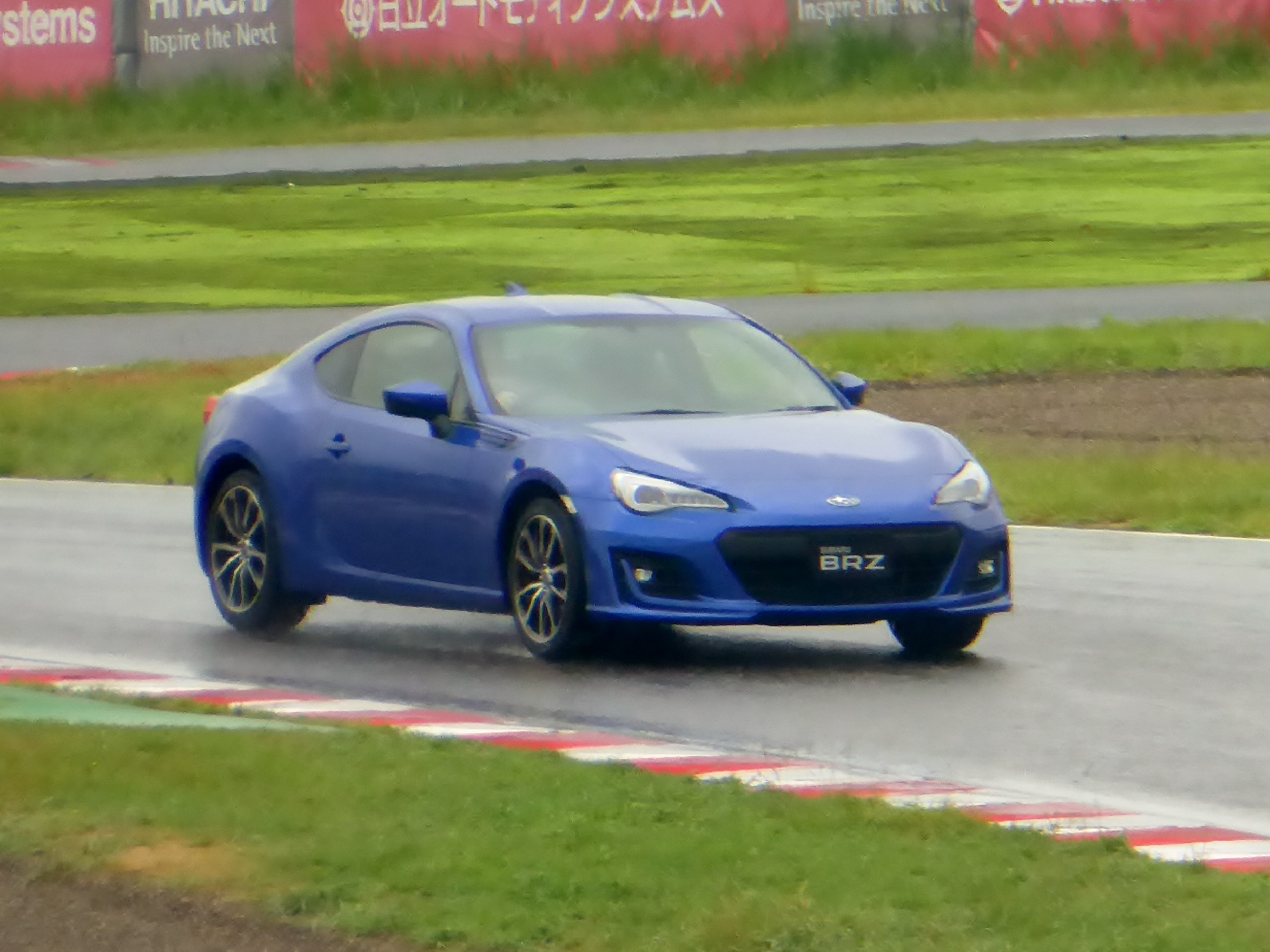
Subaru BRZ

- Mitsubishi (1917-1921; 1959-теперішній час)
- Mitsuoka (1981-теперішній час)
- Mizuno-shiki
- Nikken
- Nippon
- Nissan
  -     - Nissan Blue Stage (дилерська мережа)
    - Nissan Cherry (дилерська мережа, 1970-2009)
    - Nissan Motor (дилерська мережа, 1968-2009)
    - Nissan Prince (дилерська мережа, 1968-2009)
    - Nissan Red Stage (дилерська мережа)
    -  Nissan Sunny / Satio (дилерська мережа, 1966-2009)

  - Infiniti (1989-теперішній час)
- NJ (1952-1956)
- Ohmiya
- Ohta (1922; 1934-1957)
- Otomo (1924-1927)
- Prince (1955-1967)
- Publica
- Rintaku
- Sanko
- Showa
- Subaru (1958-теперішній час)
- Sumida (1933-1937)
- Suminoe (1954-1955)
- Suzuki (1956-теперішній час)
  - Suzulight
- Tachikawa
- Takeoka (1990-теперішній час)
- Takuri (1907-1909)
- Tama (1947–1951)[1]
- Tama (1947-1951)
- TGE
- Tommykaira
- Toyota (1936-теперішній час)
  -     - Netz Toyota (дилерська мережа, 1998-теперішній час)
    - Toyopet (дилерська мережа)
    - Toyota Auto (дилерська мережа, 1967-1998)
    - Toyota Corolla (дилерська мережа, 1969-теперішній час)
    - Toyota Publica (дилерська мережа, 1961-1969)
    - Toyota Vista (дилерська мережа, 1980-2004)

  - Lexus (1989-теперішній час)
  - Scion (2003-теперішній час)
  - Toyota WiLL (2000-2005)
- Tsubakimoto Chain (1958-теперішній час)
- Tsukuba (1935-c.1937)
- UD Trucks
- Vemac
- Yamaha (1992-1993)
- Yamata (1916)
- Yanase (1964-1965)
- Yoshida-shiki
- Y & T (1994-1996)